# 英麦曼机动
英麦曼机动（英語：Immelmann turn，或称英麦曼回旋、英麦曼转弯）是两种相似但略有差别的特技飞行动作的共同名称。其共同点是通过急跃升和操纵滚转和偏航轴的机动使飞机迅速实现180°调头并造成剧烈的高度和速度变化。不同点则在于飞机是否在机动中完成半筋斗及半滚。
英麦曼机动起源自第一次世界大战的空战。其名称来自德国王牌飞行员马克斯·英麦曼。

## 旧式英麦曼机动
当飞机以较高速度平飞时，猛的将飞机拉起，在急跃升过程中控制油门使飞机稍微进入失速，在此时猛蹬方向舵到底，使飞机在失速状态下迅速倒转180°并下坠，随后改出俯冲并恢复平飞，这样的动作就是旧式英麦曼机动。
旧式英麦曼机动是一战时期出现的新颖空战动作。在当时以水平机动为主的战场上，这是少见的具有垂直机动特点的格斗动作。对于被攻击的一方，采取英麦曼机动可以迅速让自己减速并掉转航向，有利于摆脱敌机的咬尾。在完成倒转的时候，也可以获得一次俯冲迎头攻击敌机的机会，而此时敌机几乎没有反击的可能。英麦曼机动在当时是非常有战术价值的动作，但完成此机动需要熟悉飞机临近失速时候的操纵品质，否则可能陷入尾旋。受限于当时航空技术和飞行员的训练水平，很少有人可以完成这个机动。
今日的战争中旧式英麦曼机动已经失去意义，但在特技飞行中仍然是一个好看的基础动作。为了和今日的英麦曼机动作为区分，这个动作在今日一般被称为失速倒转（Stall turn）。这个动作有一个变形--在急跃升的转弯阶段没有进入失速，则被称为Wingover。

## 现代英麦曼机动

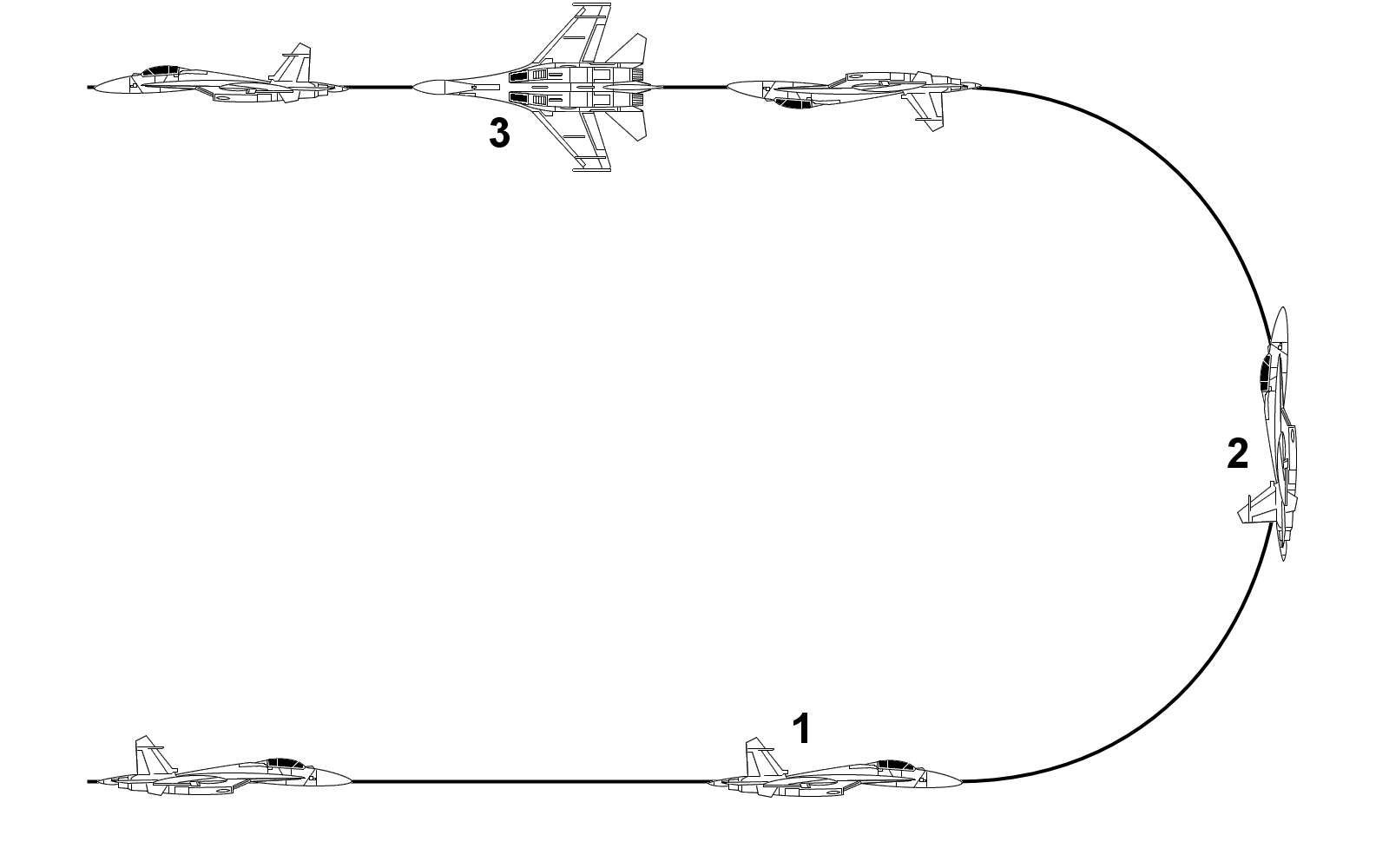
现代英麦曼机动。
1.以平飞进入英麦曼
2.进行1/2筋斗
3.进行1/2横滚并改出

现代语境下通常所指的英麦曼机动，也被称为战斗转弯，roll-off-the-top，或单纯的叫做英麦曼，是旧式英麦曼机动的改进。飞机以平飞进入英麦曼机动，拉起完成1/2的内筋斗，在筋斗的拱顶立即完成1/2滚转，以平飞从进入时的相反方向改出。它可以认为是破S（学名：半滚倒转，英文：Split S）机动的相反动作。如果在半筋斗的过程中提前进入半滚，理论上讲可以在平飞改出时进入任意的航向。
英麦曼是同时具有水平和垂直运动能力的机动，因此是非常实用的特技飞行动作。对于作战飞机来说，英麦曼机动可以使它迅速提升飞行高度（对于喷气式战斗机，可能提升多达上千米的高度），而损失较少的速度。但不是所有飞行器都可以进行这个机动--如果动力不足，飞机不可能完成1/2筋斗。由于动作中存在倒飞的环节，没有倒飞油箱的飞机完成这个动作也可能有困难（然而由于在整个动作中飞机均要维持较高G力，没有倒飞油箱的飞机仍可能在筋斗动作剧烈的情况下由離心力供油完成英麦曼）。